# 河野陽吾
河野 陽吾（こうの ようご、1962年12月18日 - ）は、日本の作曲家、編曲家、歌手、キーボーディスト。大阪府堺市出身。

## 略歴
1984年4月1日 - MAKE-UPのメンバーとしてデビュー（1987年に解散）。バンドではキーボード・編曲を担当。MAKE-UPの活動と並行して、浜田麻里プロジェクトに参加。アルバム『MISTY LADY』では「Heart Line」「Turning Point」など、後の代表曲となる楽曲を提供。レコーディングの際にはキーボードで参加。
1987年 - 「うるさくてゴメンネBAND」に参加。
1988年 - 1992年 - 「GRAND-PRIX」のメンバーとして活動。
1992年末 - 山田信夫とのユニット「Maybe」として、アニメ『マグマ大使』主題歌「愛がある星」をリリース。以後、作曲、編曲、スタジオワーク、ステージサポートなど幅広く活動。
1993年 - 1995年 - 草尾毅のアルバム『Beginning Breeze』『TAU』『COMS』に楽曲提供、レコーディングにも参加するほか、ライブではキーボードで参加。
2000年 - 「うるさくてゴメンネBAND」改め「URUGOME」活動再開。他「OSAMU METAL 80's」、JAM Project（楽曲制作及びバックバンド）へも参加、現在まで活動中。
2008年 - 自身初のインターネットラジオ番組『鋼のチップinバーディ』スタート。
2020年 - ソロアルバム「OUTTAKES」を配信リリース。芸歴36年にして初のソロアルバム。
2022年 - チューリップのトリビュート・アルバム「A TRIBUTE TO TULIP:For My Favorite SongBook page1」をリリース。
2023年 - 学生時代に感銘を受けたJ-POPのトリビュート・アルバム「A TRIBUTE TO J-SONGS:For My Favorite SongBook page2」をリリース

## 人物
- 大阪生まれで、コテコテの関西弁を使う。
- 元はキーボーディストだが、本人はギターのほうが好きらしく、近年のステージ、スタジオワークはギタリストとしての参加が主だった。キーボードよりもギターが好きな理由は「形が様々で面白い」「弾きながら自由に動ける。キーボードでは動けない」。URUGOMEのライブではドラム、レコーディングなどではベースも使うことから、マルチプレイヤーである。
- 声質・歌唱力の評価も高いが、表立って歌うことは非常に稀で、メインボーカルを務めた公式音源は『キン肉マンII世』のオープニング主題歌「HUSTLE MUSCLE」など数曲のみ。その他はコーラス等で聴くことが出来る。「HUSTLE MUSCLE」は和田光司の数々の楽曲のコーラスワークを担当ディレクターが気に入りオファーしたもの。
- 自身のHPもこまめに更新している（2023年から閉鎖）。
- 遠藤正明のプロデュースワークで疲れ果て、レコーディングの合間に行われたURUGOMEのライブにジャージ姿で現れた際、ヴォーカルのNoBに「あのオシャレな河野がジャージで来た」とまで言われたらしい。
- スタジオワークに関しては非常に厳しく、「鬼軍曹」と呼ばれている。
- 小池雅也と交流が深く、曰く「コンピューターの師匠」。
- ヘビースモーカーでマールボロミディアムを好み、一日平均3箱消費する。「タバコでこの（渋い）声は出来ている」と語っており、禁煙する気はないらしい。
- 猫好きで、現在も二匹の猫を飼っている。

## ディスコグラフィー

### シングル
| 枚  | 発売日        | タイトル      | 収録曲 | 規格品番   | レーベル                  |
| --- | ------------- | ------------- | --- | ---------- | ------------------------- |
| 1st | 1996年7月24日 | BATTLE ACTION | 1.BATTLE ACTION（『爆走兄弟レッツ&ゴー!!』挿入歌） 2.BATTLE ACTION(カラオケ) 3.BATTLE ACTION(インストゥルメンタル)                                                  | TODT-3786  | EMIミュージック・ジャパン |
| 2nd | 2002年1月26日 | HUSTLE MUSCLE | 1.HUSTLE MUSCLE（『キン肉マンII世』オープニング主題歌） 2.Say Your Muscle（『キン肉マンII世』イメージソング） 3.HUSTLE MUSCLE(カラオケ) 4.Say Your Muscle(カラオケ) | NECM-12024 | インターチャネル          |

### 配信アルバム
| 枚  | 発売日         | タイトル                                            | 収録曲 |
| --- | -------------- | --------------------------------------------------- | --- |
| 1st | 2020年12月11日 | OUTTAKES                                            | 1.Pray For The Future 2.Now or Never 3.Like An Eagle's Fly 4.I'll always be with you 5.Lonely Rainy Christmas 6.Baby Don't Cry 7.Kori no Sekai_re（井上陽水） |
| 2nt | 2022年12月21日 | A TRIBUTE TO TULIP :For My Favorite SongBook page1  | 1.悲しみに挨拶を 2.WELCOME TO MY HOUSE 3.悲しきレイン・トレイン 4.Someday Somewhere 5.心の糸 6.約束 7.ブルー・スカイ 8.Volume・10・Full 9.別れはいつもものわかりがいい 10. 虹とスニーカーの頃 11.人生の始まり                                                                                     |
| 3rd | 2023年12月18日 | A TRIBUTE TO J-SONGS For My Favorite SongBook page2 | 1.OCEAN BEAUTY〜マイ ホーム タウン（浜田省吾） 2. なぜか上海（井上陽水） 3. 光と影の季節（浜田省吾） 4. 月が射す夜（風） 5. Bye Bye（風） 6. 愛の唄（オフコース） 7. 思いのままに（オフコース） 8. 雨のハイウェイ（原田真二&クライシス） 9. 夢の彼方（矢沢永吉） 10. 僕と彼女と週末に（浜田省吾） |

## レギュラー番組
- ZAKZAK webラジオ河野陽吾Presents 鋼のチップinバーディ（2008年）

## 主なプロデュースアーティスト
- JAM Project（須藤賢一と共に）
- 遠藤正明

## 劇伴担当作品
- アニメ「激闘!クラッシュギアTURBO」（須藤賢一との共作）

## 楽曲提供

### 作曲・編曲
- OVA「マグマ大使」OP『愛がある星』（歌：Maybe）
- アニメ「Bビーダマン爆外伝」OP『GO GO!爆外伝』（歌：マキ凛子）
- アニメ「KAIKANフレーズ」挿入歌『Crime of lunatic』（歌：NEON）
- アニメ「マジンカイザー」ED『TORNADO』（歌：JAM Project featuring 水木一郎）
- アニメ「激闘!クラッシュギアTURBO」（2001年）
  - ED『愛だよねっ!!〜ギアをつなごう〜』（歌：JAM Project）
  - 挿入歌『風のEAGLE』（歌：JAM Project featuring 影山ヒロノブ）
- ゲーム「スーパーロボット大戦IMPACT」（2002年）
  - OP『GO!!』（歌：JAM Project）
  - ED『DEPARTURE』（歌：JAM Project） ※影山ヒロノブとの共作曲

- アニメ「ギャラクシーエンジェル」第3期 第26回ED『In the Chaos』（歌：JAM Project featuring 奥井雅美）
- ゲーム「第2次スーパーロボット大戦α」（2003年）
  - OP『SKILL』（歌：JAM Project） ※須藤賢一との共作曲
  - ED『FOREVER & EVER』（歌：JAM Project）
- アニメ「超重神グラヴィオンZwei」合神挿入歌『炎皇合神! ソルグラヴィオン!!』（歌：JAM Project featuring 福山芳樹）
- ゲーム「スーパーロボット大戦MX」（2004年）
  - OP『VICTORY』（歌：JAM Project）
  - ED『約束の地』（歌：JAM Project）
- OVA「新ゲッターロボ」（2004年）
  - ED『No Serenity』（歌：JAM Project featuring 影山ヒロノブ、遠藤正明、福山芳樹）
  - 挿入歌『WARRIOR』（歌：影山ヒロノブ）
  - 挿入歌『SAGA』（歌：遠藤正明）
- ゲーム「第3次スーパーロボット大戦α 終焉の銀河へ」OP『GONG』（歌：JAM Project） ※影山ヒロノブと共作曲
- ゲーム「マブラヴ オルタネイティヴ」挿入歌『Carry on』（歌：遠藤正明）
- アニメ「スーパーロボット大戦OG -ディバイン・ウォーズ-」イメージソング『Fight to the end〜聖戦〜』（歌：JAM Project）
- ゲーム「グレイトバトル フルブラスト」ED『Keep the Faith』（歌：石原慎一）
- ゲーム「HEROES' VS」OP『Dead or TwinAlive』（歌：鵜島仁文、石原慎一）
- ゲーム「スーパーヒーロージェネレーション」OP『Jumpin' to the space』（歌：サイキックラバー）

他多数

### 作曲
- アニメ「聖闘士星矢」ED『永遠ブルー』（歌：MAKE-UP） ※松澤浩明、山田信夫との共作
- 映画「ウルトラマンティガ&ウルトラマンダイナ 光の星の戦士たち」主題歌『SHININ' ON LOVE』（歌：影山ヒロノブ&前田達也）
- アニメ「超重神グラヴィオンZwei」OP『紅ノ牙』（歌：JAM Project）

他多数

### 編曲
- アニメ「ビーストウォーズメタルス 超生命体トランスフォーマー」第1期OP『魂のエヴォリューション』（歌：影山ヒロノブ）
- アニメ「KAIKANフレーズ」イメージソング『WIFE-LIFE』（歌：ローレライ）
- アニメ「電脳冒険記ウェブダイバー」第2期ED『Fighters』（歌：影山ヒロノブ）
- アニメ「マジンカイザー」OP『FIRE WARS』（歌：JAM Project featuring 影山ヒロノブ）
- アニメ「激闘!クラッシュギアTURBO」（2001年）
  - OP『CRUSH GEAR FIGHT!!』（歌：JAM Project）
  - 挿入歌『GET UP CRUSH FIGHTER!』（歌：JAM Project featuring 影山ヒロノブ、松本梨香、さかもとえいぞう、遠藤正明）
- アニメ「妄想科学シリーズ ワンダバスタイル」（2003年）
  - OP『The IJIN-DEN 天才の法則』（歌：みっくすJUICE）
  - ED『MOON de GO! GO!』（歌：みっくすJUICE）
- アニメ「スクラップド・プリンセス」OP『Little Wing』（歌：JAM Project featuring 奥井雅美）
- アニメ「パンダーゼット」（2004年）
  - OP『VOYAGER』（歌：JAM Project）
  - ED『VOYAGER Ending ver.』（歌：JAM Project）
- OVA「新ゲッターロボ」挿入歌『DEEP RED』（歌：きただにひろし）
- アニメ「遊☆戯☆王デュエルモンスターズGX」第1期ED『限界バトル』（歌：JAM Project）
- OVA「スーパーロボット大戦ORIGINAL GENERATION THE ANIMATION」（2005年）
  - 第2話ED『Name of the Truth』（歌：JAM Project featuring 松本梨香、きただにひろし）
  - 挿入歌『熱風! 疾風! サイバスター』（歌：JAM Project featuring 影山ヒロノブ、遠藤正明、福山芳樹、きただにひろし）
- ゲーム「第3次スーパーロボット大戦α 終焉の銀河へ」ED『Brother in Faith』（歌：JAM Project）
- ゲーム「スーパーロボット大戦OG ORIGINAL GENERATIONS」OP『Rocks』（歌：JAM Project）

- 緒方恵美カバーアルバム「アニメグ。」（2007年）
  - 『Get Wild』
  - 『残酷な天使のテーゼ』
  - 『青のレクイエム』
- パチンコ「CR花の慶次〜愛」プレミアム大当たり中BGM『最後の戦士〜DARING WARRIOR〜』（歌：信岡愛）
- 映画「天装戦隊ゴセイジャー エピックON THEムービー」ED『星を護る者』（歌：MAKE-UP）
- ゲーム「SDガンダム Gジェネレーション・ワールド」（2011年）
  - OP『Naked Soul』（歌：TOP GUN、米倉千尋）
  - ED『Just a Revolution』（歌：TOP GUN、米倉千尋）
  - 挿入歌『ガンダムに愛を込めて』（歌：TOP GUN、米倉千尋）
- アニメ「緋弾のアリア」ED『カメリアの瞳』（歌：中野愛子）
- ゲーム「グレイトバトル フルブラスト」OP『WIN THE BATTLE』（歌：松本梨香、松原剛志、川添智久）
- ゲーム「ロストヒーローズ」OP『EXTRICATION』（歌：麻倉あきら） ※平松建治との共編曲
- アニメ「聖闘士星矢Ω」第1期OP『ペガサス幻想 ver.Ω』（歌：MAKE-UP featuring 中川翔子） ※平松建治との共編曲
- 特撮「特命戦隊ゴーバスターズ」挿入歌『Perfect Mission』（歌：NoB）

他多数

### コーラスアレンジ
- アニメ「ポケットモンスター ベストウイッシュ」（2010年-2013年）
  - OP『ベストウイッシュ!』（歌：松本梨香）
  - シーズン2 OP『やじるしになって!』（歌：松本梨香）
  - シーズン2 OP2『やじるしになって!2013』（歌：松本梨香）

他多数